# Liste der Naturdenkmale in Meißen
Die Liste der Naturdenkmale in Meißen nennt die Naturdenkmale in Meißen im sächsischen Landkreis Meißen.

## Definition
„Naturdenkmäler sind rechtsverbindlich festgesetzte Einzelschöpfungen der Natur oder entsprechende Flächen bis zu fünf Hektar, deren besonderer Schutz erforderlich ist
1. aus wissenschaftlichen, naturgeschichtlichen oder landeskundlichen Gründen oder
2. wegen ihrer Seltenheit, Eigenart oder Schönheit.“

„§ 18 – Naturdenkmäler – (zu § 28 BNatSchG)
(1) Die Erklärung nach § 22 Abs. 1 BNatSchG von Teilen von Natur und Landschaft als Naturdenkmal erfolgt durch Rechtsverordnung oder Einzelanordnung.
(2) Über § 28 Abs. 1 BNatSchG hinaus können Naturdenkmäler zur Sicherung von Lebensgemeinschaften oder Lebensstätten von im Bestand gefährdeten oder streng geschützten Arten festgesetzt werden.“

## Liste
Diese Auflistung unterscheidet zwischen Flächennaturdenkmalen (FND) mit einer Fläche bis zu 5 ha (bei Verordnung nach DDR-Recht auch mehr) und Einzel-Naturdenkmalen (ND).
Link zu einem Kartenansichtstool, um Koordinaten zu setzen.
| Bild                          | Bezeichnung                                                | Lage                                                                             | Beschreibung                                                                                                  | Datum | Nummer  |
| ----------------------------- | ---------------------------------------------------------- | -------------------------------------------------------------------------------- | --- | ----- | ------- |
| mehr Fotos \| Fotos hochladen | Zwei Süntelbuchen auf dem Johannesfriedhof in Meißen-Cölln | Cölln (51° 9′ 33,7″ N, 13° 29′ 6″ O)                                             | |       | MEI 039 |
| Fotos hochladen               | „Tausendjährige Eibe“ in Meißen                            | Meißen (51° 9′ 45,5″ N, 13° 28′ 7,7″ O)                                          | |       | MEI 003 |
| mehr Fotos \| Fotos hochladen | Blutbuche Ossietzkystraße 61 in Meißen                     | Meißen (51° 8′ 44,9″ N, 13° 27′ 33,4″ O)                                         | |       | MEI 025 |
| mehr Fotos \| Fotos hochladen | Drei Winterlinden am Gasthaus „Knorre“ in Proschwitz       | Proschwitz (51° 10′ 30,1″ N, 13° 27′ 57,7″ O)                                    | Am 19. Februar 2022 wurde eine Linde bei einem Sturm entwurzelt. Die beiden anderen wurden daraufhin gefällt. |       | MEI 061 |
| mehr Fotos \| Fotos hochladen | Lärche an der „Ochsendrehe“ in Meißen-Triebischtal         | Triebischtal (51° 9′ 7″ N, 13° 27′ 18″ O)                                        | |       | MEI 069 |
| Fotos hochladen               | Platane Siebeneichen                                       | Siebeneichen nordöstlich Schlosspark Siebeneichen (51° 8′ 56″ N, 13° 29′ 7,5″ O) | |       | MEI 092 |
| mehr Fotos \| Fotos hochladen | Felsen mit Gangbildung Proschwitz                          | Proschwitz (51° 10′ 25,6″ N, 13° 28′ 47,6″ O)                                    | Fläche ca. 0,06 ha.                                                                                           |       | MEI 001 |
| mehr Fotos \| Fotos hochladen | Knorrefelsen Proschwitz                                    | Proschwitz (51° 10′ 29,6″ N, 13° 28′ 5,6″ O)                                     | Fläche ca. 1,21 ha.                                                                                           |       | MEI 026 |
| BW                            | Götterfelsen im Triebischtal                               | Korbitz (51° 8′ 12,5″ N, 13° 27′ 11,4″ O)                                        | Fläche ca. 3,23 ha.                                                                                           |       | MEI 002 |
| BW                            | Silbersteinbruch Siebeneichen                              | Siebeneichen (51° 8′ 40,2″ N, 13° 29′ 28,3″ O)                                   | Fläche ca. 2,32 ha.                                                                                           |       | MEI 006 |
| Fotos hochladen               | Küchengrund Siebeneichen                                   | Siebeneichen (51° 8′ 53,4″ N, 13° 29′ 2,9″ O)                                    | Fläche ca. 0,35 ha.                                                                                           |       | MEI 022 |
| BW                            | Diebeskeller im Triebischtal                               | Klipphausen, Meißen (51° 7′ 46,2″ N, 13° 28′ 0″ O)                               | Fläche ca. 4,97 ha, auch in Klipphausen-Oberpolenz                                                            |       | MEI 029 |